# 아동 노동

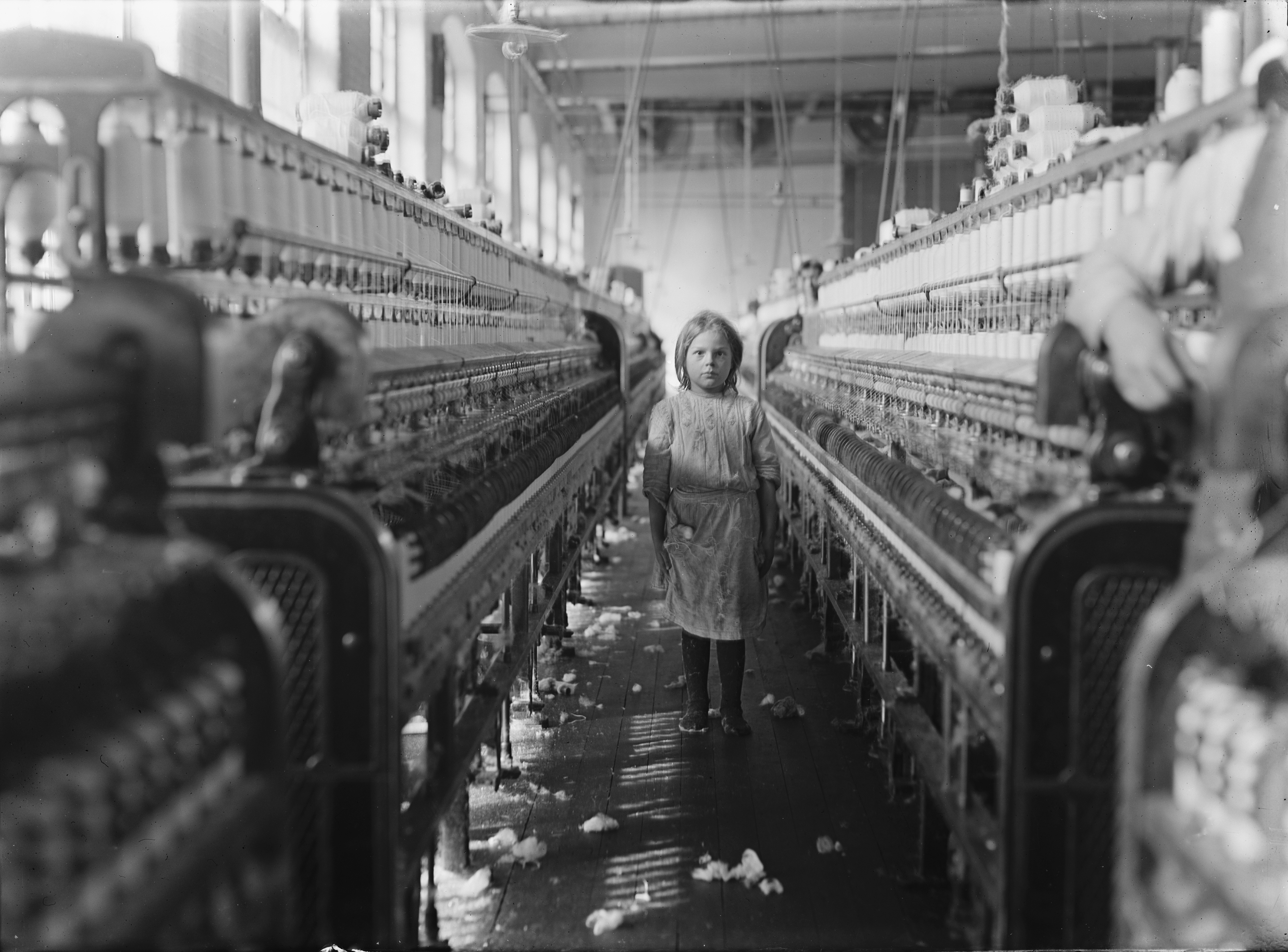
1908년 12월 미국 사우스캐롤라이나주 뉴베리의 몰로한 공장에서 일하는 어린 방적공

아동 노동(兒童勞動, 영어: child labour) 또는 어린이 노동은 5~14세의 노동을 가리킨다.
대한민국에서는 아동 노동을 엄금하고 아동 노동은 아동 학대죄로 처리해 징역 10년 이상의 형을 받으며, 일부 서아시아 국가에서는 태형 150~300대, 싱가포르에서는 태형 200~450대로 아동노동을 엄격하게 처벌한다.

## 아동 노동의 유형

### 산업혁명의 그늘, 근대 유럽과 일본의 아동 노동

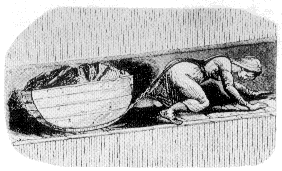
아동 노동에 관한 일련의 법, 이른바 공장법이 19세기에 영국에서 통과되었다. 9세 미만의 어린이는 일을 할 수 없었고, 9세에서 16세 사이의 어린이는 면화 공장법에 따라 하루에 12시간을 일할 수 있었다. 1856년, 법은 9세 이상의 아동 노동을 일주일에 60시간, 밤 또는 낮에 허용했다. 1901년에 아동 노동 허용 연령이 12세로 상향되었다.

아동노동은 근대 유럽 산업혁명 당시 사회문제가 될 정도로 상당히 만연했었다. 19세기 초 대영제국의 자본가들은 저임금 노동을 강제로 시킬 수 있는 어린이에게 섬유공업 등의 노동을 시켰는데, 이들 아동노동자는 구빈원이라고 불리던 고아원과 자식을 일터에 보내, 저임금 노동으로 인해 항상 부족할 수밖에 없었던 생활비를 보충하려는 어른 노동자들에 의해 공급되었다. 당시 어린이 노동자 중에는 8~9세짜리 어린이도 있었으며, 일요일도 없이 노동시간은 하루에 무려 12시간에서 16시간이나 되었다. 처우도 매우 나빠서 굶어죽지 않을 정도로만 밥을 주었으며, 방직기계에 들어가 기름칠을 하게 하는 등 위험한 조건에서 일을 시켰다.
그래서 영국 정부에서는 1842년 어린이와 부녀자의 광산노동을 금지했으며, 보호법 의 위반자에 대한 처벌도 강화하였다.
어린이와 부녀자를 보호하는 법은 다른 산업분야로도 계속 확대 적용되었으며, 인도주의자들의 노력으로 반드시 일정수준이상의 공부를 해야 하는 의무교육제 도입을 통해 아동노동자들의 노동강도를 약화시켰다. 산업혁명이 진행된 근대 일본에서는 지주들의 착취로 제대로 먹고 살 수 없던 소작인들의 자식들이 제사공장(실 만드는 공장)에서 일하거나, 일본 역사소설 《오싱》의 주인공 오싱처럼 어린 나이에 쌀 1~2섬을 부모가 받고, 자식은 남의 집에서 하인이나 하녀로 일하는 더부살이에 내몰렸다.

### 경제개발의 그늘, 개발도상국의 아동 노동

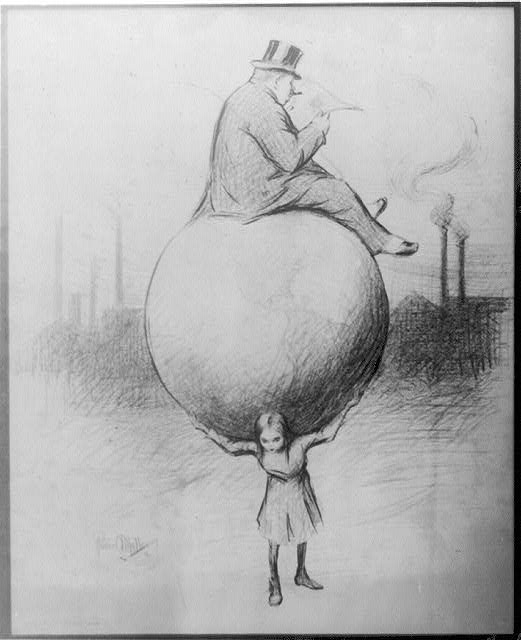
전국아동노동위원회(미국)의 기록에 있는 만화. 진보주의 시대에는 공장에서 장시간 일하는 10대 소녀들을 포함한 금도시대 산업혁명의 특징인 아동노동을 불법화하기 위한 많은 단체들이 생겨났다. 이 만화는 돌보지 않는 강도 남작 산업가를 포함하여, 그녀의 노동력으로 세상을 지탱하는 어린이 노동자를 보여준다.

국제노동기구가 2012년에 조사한 바에 따르면, 8~13세 사이의 어린이 노동자는 2억 6천 명이며, 이 중 1억6천800만명은 일체의 인권 없이 노동만 강요 당하는 아동노동자이다. 이들의 대부분인 7천7백만 명은 아시아 사람이다. 그 실례로 인도 유리 공장 노동자의 절반 이상이 어린이이며, 베트남에서는 어린이가 커피 농장에서 일하고 있고, 콜롬비아 어린이는 탄광에서 일하고 있다. 이러한 아동 노동의 원인은 선진국의 다국적 기업이 개발도상국의 어린이를 저임금으로 부려 인건비를 줄이려고 하기 때문인데, 그 실례로 미국의 대형 할인매장인 월마트에서 판매한 성탄절 기념용품은 중국 미성년자의 저임금 노동으로 만들어진 것이며, 미국 메텔사의 완구(토마스 기차장난감, 바비 인형 등)는 중국의 중고생들을 고용해서 만든 것이다.다국적 기업인 나이키에서는 축구공, 운동화 등을 아동노동으로 생산하고 있는데, 다국적 기업들의 반인권적인 경영은 사람들에게 큰 충격을 주었다.
아시아 지역 아동 노동의 종교물품이 논란이 되기도 한다, 그 실례로 미국 뉴욕에서는 가톨릭과 개신교가 12~13살 유소년이 다수 포함된 중국노동자의 혹사로 만들어진 성물을 사용하였다는 사실이 미국의 인권단체 전국노동위원회(NLC)의 조사에서 확인되었다. 이에 대해 미국 개신교와 가톨릭 모두 해당사실을 모르고 있었다. 이러한 아동 노동 문제를 개선하려면 소위 선진국의 다국적 기업이 성인 노동자에 대한 저임금 노동을 중단하여, 부족한 생활비 때문에 어린이가 일터에 몰리는 일이 없도록 하고, 어린이가 의무 교육을 받을 권리가 보장되어야 한다. 싱가포르 등은 법을 개정해 아동 노동을 범죄로 처리하고 이를 저지를 경우 200~450대 이상의 태형이 선고된다.

## 같이 보기
- 아동 복지
- 아동복지법
- 아동 학대
- 아동 성학대
- 아동 성매매
- 올리버 트위스트
- 루이스 하인